# التغير المناخي في إندونيسيا
التغير المناخي في إندونيسيا يتسم بأهمية خاصة، لأن تعداد سكانها الساحليين الهائل معرض بشكل خاص لخطر ارتفاع مستوى سطح البحر، ولأن سبل عيش الكثير من سكانها تعتمد على الزراعة وتربية الأحياء البحرية وصيد الأسماك، وكلها يمكن أن تتأثر بشدة بدرجات الحرارة وهطول الأمطار والتغيرات المناخية الأخرى. وبعض القضايا البيئية في إندونيسيا مثل قطع غابات الأيكات الساحلية (أي في جاوة) لإفساح المجال لمزارع الأسماك تزيد من تفاقم آثار تغير المناخ (مثل ارتفاع مستوى سطح البحر). وقد جرى إدراج جاكرتا على أنها أكثر مدن العالم عرضة لتغير المناخ. وفي عام 2019 يُقدر أن إندونيسيا قد ساهمت بنحو 3.4% من انبعاثات غازات الدفيئة في العالم: من إزالة الغابات، وحرائق المستنقعات الخثية، والوقود الأحفوري.

## انبعاثات غازات الدفيئة
منذ عام 2021 تعد إندونيسيا خامس أثقل باعث تراكمي بأكثر من 100 غيغا طن. وتقدر الانبعاثات لعام 2019 بنحو 3.4% من الإجمالي العالمي. ويُطلق على إندونيسيا اسم «باعث الغازات الأكثر تجاهلًا» والذي «يمكن أن يكون من يقضي على المناخ العالمي». ويعد الفحم في إندونيسيا مصدرًا كبيرًا للانبعاثات، لأن الحكومة تدعم طاقة الفحم. واعتبارًا منذ عام 2021 جرى تخطيط أو إنشاء أكثر من 30 محطة طاقة تعمل بالفحم، وزُعم وجود فساد. وتواجه شركة بروسهان ليسريك نيغارا (شركة الكهرباء الحكومية) صعوبات مالية، ولكن منذ عام 2022 اعتزمت بناء المزيد من محطات الطاقة التي تعمل بالفحم.

## التأثيرات على البيئة الطبيعية

### التغيرات في درجات الحرارة والطقس
من المتوقع أن يؤدي تغير المناخ العالمي إلى زيادة درجات الحرارة في إندونيسيا بمقدار 0.8 درجة مئوية بحلول عام 2030.

### ارتفاع مستوى سطح البحر وانخساف الأرض
يمكن أن يختلف ارتفاع مستوى سطح البحر بشكل موسمي خلال الرياح الموسمية، حيث قد يكون متوسطها أعلى في الشمال الغربي وأقل في الجنوب الشرقي، بالإضافة إلى التباين في النشاط التكتوني في الدولة الأرخبيلية الضخمة. في حين أن متوسط ارتفاع مستوى سطح البحر على مستوى العالم كان 3-10 ملم / سنة، كان معدل الانخساف في جاكرتا نحو 75-100 ملم / سنة، ما يجعل الارتفاع النسبي في مستوى سطح البحر نحو 10 سم / سنة. ومن المتوقع أن يؤدي استمرار انبعاثات الكربون بمعدل عام 2019، إلى جانب الاستخراج غير المرخص للمياه الجوفية، إلى غمر 95% من شمال جاكرتا بحلول عام 2050. 
اقترحت بعض الدراسات أن ارتفاع مستوى سطح البحر الناجم عن تغير المناخ قد يكون ضئيلًا مقارنة بالارتفاع الناجم عن نقص البنية التحتية للمياه والتنمية الحضرية السريعة. وتنظر الحكومة الإندونيسية إلى انخساف الأرض باعتباره التهديد الأساسي للبنية التحتية في جاكرتا وتطورها، ويرجع ذلك في الغالب إلى الإفراط في استخراج المياه الجوفية. ويقع جزء كبير من اللوم على التخطيط الحضري الهولندي في أزمة المياه اليوم نتيجة القنوات التي جرى بناؤها خلال الحقبة الاستعمارية والتي قسّمت المدينة عن قصد لفصل السكان الأصليين والأوروبيين، وتوفير الوصول إلى المياه النظيفة والبنية التحتية بشكل حصري تقريبًا للمستوطنين الأوروبيين. وبسبب عدم الوصول إلى المياه النظيفة في جاكرتا خارج المجتمعات الأكثر ثراءً، دفع ذلك العديد من السكان المحليين لاستخراج المياه الجوفية دون تصاريح. وأدى تزايد عدد سكان جاكرتا والتطور الحضري السريع إلى تآكل الزراعة المحيطة، الأمر الذي أدى إلى زيادة تدمير المخفف الطبيعي للفيضانات مثل الغابات، وتلوث أنظمة الأنهار التي يعتمد عليها السكان المحليون الأكثر فقرًا ما يدفعهم للاعتماد على المياه الجوفية. وفي عام 2019 وصلت أنابيب المياه في جاكرتا إلى ستين بالمئة فقط من السكان. 
على الرغم من أن هذه قضية ملحة للغاية في المدينة، فإن ما يقرب من نصف السكان المحليين لا يعرفون أو لم يجري إعلامهم بالعلاقة بين انخساف الأرض واستخراجهم للمياه وزيادة الفيضانات، وذلك يجعل اتباع نهج منظم لهذه القضية أكثر صعوبة. وقد استمرت هذه القضية لفترة طويلة لدرجة أن إندونيسيا أكدت انتقال عاصمة بلادهم جاكرتا إلى مدينة جديدة في كالمانتان الشرقية في جزيرة بورنيو، مشيرة إلى قضية انخساف الأرض كسبب رئيسي. ويعتبر نقل العاصمة إلى بورنيو جزئيًا مخففًا لآثار الكوارث الطبيعية بسبب موقعها الاستراتيجي، ولكن الوتيرة السريعة لعملية النقل المخطط لها قد تؤدي إلى تفاقم المشكلات البيئية في الجزيرة في المستقبل القريب، ولا سيما فقدان التنوع البيولوجي.

## التأثيرات على الناس

### التأثيرات الاقتصادية

#### الزراعة
من المتوقع أن يكون للتغييرات في أنماط هطول الأمطار تأثير سلبي على الزراعة الإندونيسية، بسبب مواسم الأمطار الأقصر. وقد شهدت إندونيسيا خسائر في المحاصيل وآثارًا ضارة على مصائد الأسماك نتيجة لتغير المناخ في وقت مبكر يعود إلى عام 2007.

#### مصائد الأسماك
بحلول عام 2020 أثر تغير المناخ على صيادي الأسماك في إندونيسيا.

## التخفيف والتكيف

### نهج التخفيف
من المتوقع أن يوفر الفحم الغالبية العظمى من الطاقة في إندونيسيا حتى عام 2025. وتعد إندونيسيا واحدة من أكبر منتجي ومصدري الفحم في العالم. ومن أجل الوفاء بالتزاماتها بموجب اتفاقية باريس يجب على إندونيسيا التوقف عن بناء محطات الفحم الجديدة، والتوقف عن حرق الفحم بحلول عام 2048.
تم افتتاح أول مزرعة رياح في إندونيسيا في عام 2018، مزرعة الرياح سيدراب 75 ميغاوات في سايدنرينغ رابانغ ريجنسي في سولاوسي الجنوبية. وأعلنت إندونيسيا أنه من غير المرجح أن تحقق هدف 23% من الطاقة المتجددة بحلول عام 2025 المحدد في اتفاقية باريس. 
في عام 2020 «ستبدأ إندونيسيا بدمج التوصيات الواردة من مبادرتها الجديدة للتنمية منخفضة الكربون في خطة التنمية الوطنية 2020-2024». وستلعب حماية واستعادة أشجار الأيكات الساحلية دورًا مهمًا في تحقيق هدف خفض انبعاثات غازات الاحتباس الحراري بأكثر من 43 بالمئة بحلول عام 2030.

### السياسات والتشريعات
في فبراير عام 2020 أُعلن أن الجمعية الاستشارية الشعبية تُعد أول مشروع قانون للطاقة المتجددة. 
وفي فبراير عام 2020 أيضًا أثارت التغييرات المقترحة لإلغاء الضوابط البيئية مخاوف جديدة، ويمكن أن «تسمح للمزارع والمناجم غير القانونية بتبييض عملياتها».

## المجتمع والثقافة
خلص استطلاع عام 2019 أجرته شركة يوغوف وجامعة كامبريدج إلى أن نسبة 18% في إندونيسيا «لديها أكبر نسبة من منكري التغير المناخي، تليها المملكة العربية السعودية (16%) والولايات المتحدة (13%)». كما أن التثقيف المناخي ليس جزءًا من المناهج الدراسية.